# Wilhelm von Dörnberg
Wilhelm Caspar Ferdinand Freiherr von Dörnberg (né le 14 avril 1768 au château de Hausen (de), Bad Hersfeld, mort le 19 mars 1850 à Münster) est un général prussien.

## Histoire
La famille Dörnberg est une famille noble protestante de Hesse, membre de la chevalerie de l'ancienne Hesse (de).
En janvier 1783, Wilhelm von Dörnberg rejoint le premier bataillon de la Garde de Hesse-Cassel et est nommé lieutenant le 22 janvier 1785. Il fait sa première expérience de la guerre en France, dans la Champagne.
En 1794, il est avec les Néerlandais et se distingue lors du siège d'Ypres. Durant la réduction de l'armée de Hesse à la suite de la paix de Bâle, il demande sa démission et est libéré le 22 janvier 1796. Il s'engage dans le bataillon de fusilliers prussien qui fait partie de l'avant-garde de Blücher qui est impliqué dans la défaite de la bataille d'Iéna.
Après la capitulation à Lübeck, il est fait prisonnier avec tout le bataillon. Peu après sa libération, il fuit avec Guillaume de Sayn-Wittgenstein-Hohenstein en Angleterre, afin de faire à partir d'ici une révolte en Hesse contre la présence française. Le traité de Tilsit avec la Russie puis la Prusse en juillet 1807 met fin à la guerre de coalition. La Prusse perd tous les territoires à l'ouest de l'Elbe, Jérôme Bonaparte devient le souverain du nouveau royaume de Westphalie dont la capitale est Cassel.
Dörnberg revient en Hesse, entre dans le service militaire. Il est reçu par Jérôme Bonaparte qui le fait commandant du bataillon de chasseurs de Marbourg. Le gouvernement de Cassel ne doute pas de sa loyauté, Dörnberg échange en secret avec Scharnhorst, Gneisenau, Schill et Katte (de) afin de préparer un soulèvement au nord de l'Allemagne qui se révèlera lorsque l'Autriche déclarera la guerre à la France. En raison des changements politiques et militaires rapides, il se voit contraint de lancer une révolte mal préparée le 22 avril 1809. Il est soutenu par la sœur de l'ancien ministre prussien Stein, Marianne Freiin vom und zum Stein, la mère supérieure de l'abbaye de Wallenstein à Homberg (Efze), ainsi que par Werner von Haxthausen.
Il rassemble à Homberg plusieurs milliers de paysans peu et mal armés, soutenus par quelques soldats de métier. Marianne vom und zum Stein et Charlotte Christine Wilhelmine von Gilsa (de) lui remettent un drapeau. Le corps de volontaires marche vers Cassel. À Rengershausen, au sud de la cité, une première escarmouche est facilement remporté par les forces gouvernementales de Westphalie.
Dörnberg fait partie en 1808 d'une loge maçonnique "Königlich Hieronymus Napoleon zur Treue" dont il est exclu en 1809. Il est condamné à mort par contumace pour haute trahison.
Il fuit en Bohème, à Náchod, où se trouve le corps de Frédéric-Guillaume de Brunswick-Wolfenbüttel, avec qui il s'est enfui en Angleterre. Il sert comme colonel dans la Schwarze Schar, puis en 1812 comme général-major dans la King's German Legion. Après des missions diplomatiques dans le nord de l'Allemagne et en Russie, il rejoint durant l'hiver 1812-1813 l'armée russe. Dans la campagne de Saxe, il se bat au moment de la bataille de Lunebourg contre le général français Joseph Morand qui est tué. Pour ses services, il reçoit l'Ordre Pour le Mérite. En 1814, il fait le siège de Thionville. Après le traité de Paris, il commande une brigade de cavalerie à Mons. Durant les Cent-Jours, il met en place un service de renseignement. En tant que commandant de sa brigade, il se distingue à la bataille des Quatre Bras et à la bataille de Waterloo, où il est grièvement blessé. La victoire d'Arthur Wellesley et de Blücher contre Napoléon élève la carrière de Dörnberg.
Après la paix, il revient servir à Hanovre, devient lieutenant-général et est envoyé extraordinaire à Saint-Pétersbourg.

## Famille
Il épousa en 1796 à Königsbrück près de Dresde, Julie von Münster-Meinhövel (de) (1776-1839), fille du comte Georg Werner August Dietrich von Münster (de) (1751-1801). Le couple a cinq fils et trois filles, dont :
- Selma Tusnelda (1797-1876) mariée avec Karl von der Groeben (de) (1788-1876)
- Henriette (1803-1836) mariée avec Friedrich Wilhelm von Hedemann (1798-1859), héritier de Dorste et Elvershausen
- Auguste (1815-1876) marié le 3 septembre 1837 avec Arthur von der Groeben (1812-1893), seigneur de Ponarien[1].

## Postérité
Le soulèvement de Dörnberg inspire un récit, Rot-Weiß, à Ludwig Mohr (de). Ernst Moritz Arndt écrit une Dörnberglied.